# مارک کالویک
مارک کالویک (انگلیسی: Marc Culwick) بازیگر اهل بریتانیا است.
از فیلم‌ها یا مجموعه‌های تلویزیونی که وی در آن‌ها نقش داشته‌است، می‌توان به پوآرو و جک قاتل اشاره نمود.